# Ana Caterina Morariu
Ana Caterina Morariu (n. 20 noiembrie 1980) este o actriță română care locuiește și lucrează în Italia.

## Viața și cariera
S-a născut în Cluj-Napoca, ca fată a balerinei Marineta Rodica Rotaru. S-a mutat în Italia cu mama ei de la o vârstă fragedă, locuind în Toscana și Calabria. Ea a absolvit Centro Sperimentale di Cinematografia din Roma, în 2002, și în același an și-a început cariera de actriță de teatru.
Ea a devenit cunoscută în 2004, datorită unei serii importante de roluri în seriale și filme de televiziune. Ea a jucat rolul Mariei Cressay(fr) în miniseria franceză din 2005 Regii blestemați. Activă în filme, televiziune și pe scenă, în 2006 Morariu a fost nominalizată la premiile David di Donatello la categoria „Cea mai bună actriță” pentru rolul ei din pelicula Il mio miglior nemico.

## Filmografie
- Ocean's Twelve / Unsprezece plus una (2004)
- Le stagioni del cuore / Treptele iubirii (2004)
- Le cinque giornate di Milano (2004) - Teresa
- La fuga degli innocenti / Sange nevinovat (2004) - Shosha
- Chi ci ferma più (2004)
- Quando sei nato non puoi piu nasconderti / O dată născut, nu te mai poți ascunde (2005)
- De Gasperi, l'uomo della speranza / De Gasperi, omul sperantei (2005) - Maria Romana De Gasperi
- La sacra famiglia / Familia sfânta (2006) - Maria
- La buona battaglia - Don Pietro Pappagallo / Lupta pentru viata (2006) - Lidia
- Il mio miglior nemico (2006) - Cecilia
- Război și pace (2007) - Sonja
- Un attimo sospesi (2008) - Francesca
- La vita nuda (2008) - Giulia Consalvi
- Il sangue dei vinti (2008) - Elisa
- Squadra antimafia - Palermo oggi / Brigada antimafia (2009)
- Intelligence - Servizi & segreti / Informații secrete (2009)
- Il mistero del lago (2009) - Teresa
- Tutto l'amore del mondo (2010) - Anna
- Como estrellas fugaces (2012) - Marta
- Tutto può succedere (2015) -  Giulia Ferraro (un episod, 2015)
- Si accettano miracoli (2015) - Chiara
- Sorelle  (2017) -  Elena Silani (6 episoade, 2017)